# 平克尼鎮區 (密蘇里州沃倫縣)
平克尼鎮區（英語：Pinckney Township）是位於美國密蘇里州沃倫縣的一個行政鎮區。

## 地方資料
平克尼鎮區的面積為142.98平方千米，當中陸地面積為139.61平方千米，而水域面積為3.37平方千米。根據2020年美國人口普查的數據，當地共有人口1287人，而人口密度為每平方千米9人。